# Folkets tjänare 2
Folkets tjänare 2 (ukrainska: Слуга народу 2 Sluha narodu 2, ryska: Слуга народа 2 Sluga naroda 2) är en ukrainsk politisk komedifilm från 2016 baserad på tv-serien Folkets tjänare. Den är producerad och distribuerad av Kvartal 95, som även producerat serien. Filmen släpptes mellan säsong 1 och 2 av serien och handlar om den tidigare historieläraren Vasyl Petrovytj Holoborodko, som av en slump valdes till Ukrainas president, och hans ansträngningar att övervinna en grupp oligarker till att genomföra politiska reformer för att göra Ukraina berättigat ekonomiskt stöd från IMF.
Huvudrollen spelas av Volodymyr Zelenskyj, som senare ställde upp och vann i det ukrainska presidentvalet 2019.
Filmen visades i SVT den 2 april 2022, i samband med Hela Sverige Skramlar för Ukraina.

## Produktion
Våren 2016 meddelade seriens regissör Aleksej Adolfovitj Kirjusjtsjenko att det planerades att spela in en långfilm baserad på manuset till den andra säsongen av Folkets tjänare. Enligt honom förbereds premiären till filmen i början av 2017. Med start sommaren 2016 har filminspelningarna pågått i olika städer i Ukraina. Direkt efter långfilmen planerades det att göra 24 nya avsnitt av den redan välkända serien.
Den andra säsongen är en förlängning av filmen. De första sju avsnitten berättar historien innan filmen, de nästa sju avsnitten är en utvidgning av filmen, där handlingen visas mer detaljerat, och de återstående tio avsnitten berättar om händelserna efter filmen.

## Handling
President Vasyl Petrovytj Holoborodko har suttit vid makten i nästan ett halvår. Den ekonomiska situationen i landet har försämrats. Priserna stiger, den nationella valutan deprecierar och folkets förtroende för presidenten sjunker snabbt. För att stabilisera situationen i Holoborodkos land är det nödvändigt att få ekonomiskt stöd från IMF på ett belopp av 15 miljarder euro, vilket kan tillhandahållas om reformer införs i Ukraina och anti-korruptionslagar antas. Verchovna Rada, som i hemlighet drivs av oligarkerna, blockerar dock omröstningen om paketet med dessa lagar.
För att förverkliga sina planer åker presidenten på en tur runt i Ukraina för att besöka Charkiv, Odessa, Zaporizjzja och Lviv för att bryta oligarkernas allians och få igenom lagarna.

## Rollista
- Volodymyr Zelenskyj – Vasyl Petrovytj Holoborodko, Ukrainas president
- Stanislav Boklan – Jurij Ivanovytj Tjujko, tidigare premiärminister
- Jevhen Kosjovyj – Serhij Viktorovytj Muchin, utrikesminister
- Olha Zjukovtsova – Oksana Skovoroda, Muchins assistent
- Georgij Povolotskij – Tolja, Holoborodkos livvakt
- Mika Fatalov – Mykajel Asjotovytj Tasunjan, chef för Ukrainas säkerhetstjänst
- Anastasia Tjepeljuk – Anna Michajlovna, Holoborodkos rådgivare och älskare
- Sergej Kalantaj – Otto Adelweinsteiner, chef för IMF
- Volodymyr Gorjanskij – Rustem Asjotovitj Mamatov, oligark
- Jurij Grebelnik – Andrej Nikolajevitj Nemtjuk, oligark
- Dmitrij Oskin – Michail Semjonovitj Rojzman, oligark
- Verka Serdjutjka – Sig själv